# Il Cavaliere di Artù
Il Cavaliere di Artù è il primo volume della serie di Jack Whyte intitolata in italiano Io Lancillotto. Il titolo originale è Clothar the Frank, si tratta di una pubblicazione divisa in due parti che racconta la storia dell'uomo che diventerà Lancillotto. È stato pubblicato dalla Piemme.

## Trama
Il libro parla dell'infanzia ed adolescenza di Clothar, figlio adottivo di re Ban di Benwick e Lady Viviana di Ganis, dell'addestramento alla scuola del vescovo Germano di Auxerre, delle prime avventure in solitaria, della partecipazione alla lotta intestina a Benwick per la rivendicazione del trono lasciato vuoto dal re caduto.

## Edizioni
- Jack Whyte, Il Cavaliere di Artù, traduzione di Annalisa Carena, collana Io Lancillotto, Piemme, 2005,  p. 346, ISBN 88-384-5490-6.